# LUNA (čokoládovna)
LUNA byl název údajně první české čokoládovny, kterou roku 1839 založil na Starém Městě v Praze 1 – Kozí ulici František Černoch a podle obrázku na obalu nazval svůj výrobek Čokoláda s Indiánem. Později se výroba čokolády přesunula do  Modřan. 
V roce 1927 tehdejší spolumajitel čokoládovny František Slabý zakoupil a dal přestavět Dům U Čtyř sloupů v Celetné ulici 25 v Praze na Starém Městě. Roku 1929 F. Slabý inzeroval oslavu 90. výročí založení čokoládovny otevřením nové nákupní pasáže Luna s prodejnou a skladem čokolády.  Výrobna ovšem tehdy nebyla samostatná, sídlila společně s dalšími v Praze XI. -Libni, Poděbradova 63.
Čokoládovna F. Slabý, Korda a spol. nadále nepatřila k velkým dodavatelům a byla postižena velkou hospodářskou krizí. v Adresáři firem a živnostníků z let 1934–1938 má sice svou adresu v Celetné ulici 25, ale mezi obchody již chybí.